# نمو مربح
النمو المربح، هو مصطلح يستخدمه غالبًا كبار المديرين التنفيذيين عند وصف الهدف الإستراتيجي لشركاتهم. والنمو المربح هو الجمع بين الربحية والنمو، وعلى نحو أدق، هو الجمع بين الربحية الاقتصادية ونمو التدفقات النقدية الحرة. ويستهدف النمو المربح المجتمع المالي؛ حيث ظهر في بداية الثمانينيات عندما أصبح تحقيق القيمة المضافة لحاملي الأسهم الهدف الرئيسي للشركات.
ويشدد النمو المربح على ضرورة تحقيق الربحية والنمو معا. فهو يعد بديلاً عن نماذج تنمية الشركات السابقة التي دعت في البداية إلى النمو لتحقيق وفورات الحجم ثم الربحية بعد ذلك (انظر مجموعة بوسطن الاستشارية (BCG) مصفوفة مشاركة النمو).

## تناقض النمو المربح
يخفي النمو المربح في الواقع تناقضًا في المصطلحات، فالحديث دائمًا ما يتكرر عن تناقض النمو المربح. فإن معظم نمو الاستثمار في البداية يقلل الربحية، وجهود الحد من التكلفة لتعزيز الحد الأدنى للربح دائمًا ما يكون لها تأثير سلبيًا على النمو في المستقبل. كما يتضح ذلك بالأخص في المنتجات الناضجة أو الخدمات. والطريقة الوحيدة لتفادي تناقض النمو المربح هي الابتكار. وهذا لا يعني فقط الابتكار التكنولوجي ولكنه يشمل في الأساس الابتكارات المتعلقة بنماذج الأعمال، مساحة جديدة من منتجات السوق حيث لا مكان للمنافسة (انظر إستراتيجية المحيط الأزرق). وهناك بحث مثير للاهتمام لمجموعة بوسطن الاستشارية يبين أن نموذج الأعمال قادر على تحقيق ميزة تنافسية مستدامة لأكثر من 10 أعوام.

## الربحية الاقتصادية
الربح الاقتصادي هو الثروة المتبقية الناتجة عن طرح تكلفة رأس المال من الأرباح التشغيلية للشركة.
ويعرف بأنه: صافي الأرباح التشغيلية بعد الضرائب (NOPAT) - تكلفة رأس المال المستثمر
- NOPAT (صافي الأرباح التشغيلية بعد الضرائب)
صافي الأرباح التشغيلية بعد الضرائب = الأرباح قبل الفائدة والضرائب x (1 - معدل الضريبة)، ويقيس صافي الأرباح التشغيلية بعد الضرائب الأرباح النقدية المحتملة للشركة.
- رأس المال المستثمر
رأس المال المستثمر هو حجم الأموال التي استخدمتها الشركة على مدار فترة من الزمن لتحقيق صافي الأرباح التشغيلية بعد الضرائب (NOPAT).
وهناك طريقتين لقياس رأس المال المستثمر (CE):
رأس المال المستثمر = حقوق المساهمين + صافي الدين المالي
يتم احتساب صافي الدين المالي كـ: دين يحمل فائدة ــ النقد والنقد المعادل.

- رأس المال المستثمر = الأصول الثابتة + صافي رأس المال المتداول
عادةً ما يتم احتساب رأس المال المتداول على أنه: حساب المدين + المخزونات – المطلوبات.
وكلتا الطريقتين تؤديان إلى نفس نتيجة قياس رأس المال المستثمر. وتفضل الطريقة الأولى عند احتساب رأس المال المستثمر على مستوى الشركة، أما الطريقة الثانية فهي أكثر عملية عند التركز على وحدة أعمال الشركة.

## وصلات خارجية
- Shareholder Value Creation
- Shareholder Value Creation
- Video explanation
- Olivier Tabatoni